# Rocafuerte Fútbol Club
El Rocafuerte Fútbol Club  fue un equipo de fútbol profesional de Guayaquil, Ecuador. Fue fundado el 14 de agosto de 1994. El club jugaba de local en el Estadio Alejandro Ponce Noboa, ubicado en Fertisa al sur de la ciudad de Guayaquil, aunque alternaba algunos partidos en el Estadio Holcim Arena, ubicado en el Complejo de Rocafuerte Fútbol Club ubicado en la Vía a la Costa. También era filial del Club Sport Emelec equipo de la Serie A de Ecuador. Se desempeñaba en la Segunda Categoría de Ecuador.
Estaba afiliado a la Asociación de Fútbol del Guayas.

## Historia

### Inicios
Desde los inicios Rocafuerte F.C se desempeñó en obtener el ascenso a la división de privilegio, comenzó siendo unos de los mejores equipos en formar a los mejores jugadores que tiene el fútbol ecuatoriano como lo es: Felipe Caicedo, Jordan Jaime Plata, Brayan Angulo y entre otros.

### Filial delClub Sport Emelec
En el 2016 el presidente del club del Astillero llegaron a un acuerdo para tener, a orden de Emelec al club de Rocafuerte, con el objetivo de usar los jóvenes del club en el Emelec y los jugadores que no tiene espacios en la primera plantilla jugar en Rocafuerte. Poniendo desde el 2017 filial oficial del cuadro "eléctrico".

## Dirigencia
| Directiva 2017/2020 |
| |
| - Presidente: Efraín Vieira - Vicepresidente: George McCabe - Secretario: Elías Ronquillo - Tesorero: Octavio Molina - Vocales principales: Gustavo Tamayo Enzo Davila - Vocales suplentes: Luis Neme Miguel Carrillo Carlos Iturralde - Gerente Deportivo: Raúl Murillo |
| |

## Palmarés

### Fútbol

#### Torneos nacionales
| Competición                        | Títulos | Subcampeonatos |
| ---------------------------------- | ------- | -------------- |
| Segunda Categoría de Ecuador (1/0) | 2008    |                |

#### Torneos provinciales
| Competición                        | Títulos     | Subcampeonatos          |
| ---------------------------------- | ----------- | ----------------------- |
| Segunda Categoría del Guayas (2/4) | 1997, 1999. | 1996, 2008, 2014, 2017. |

### Torneos Femeninos
- Campeonato Ecuatoriano de Fútbol Femenino (2): 2013, 2014 (invicto).

#### Torneos Provinciales
- Campeonato Provincial Sub 17 (3): 2017, 2018, 2019.